# Millville (Califòrnia)
Millville és una concentració de població designada pel cens dels Estats Units a l'estat de Califòrnia. Segons el cens del 2000 tenia 610 habitants.

## Demografia
Segons el cens del 2000, Millville tenia 610 habitants, 217 habitatges, i 182 famílies. La densitat de població era de 28,5 habitants/km².
Dels 217 habitatges en un 34,1% hi vivien nens de menys de 18 anys, en un 75,6% hi vivien parelles casades, en un 5,1% dones solteres, i en un 16,1% no eren unitats familiars. En el 12,4% dels habitatges hi vivien persones soles el 4,6% de les quals corresponia a persones de 65 anys o més que vivien soles. El nombre mitjà de persones vivint en cada habitatge era de 2,81 i el nombre mitjà de persones que vivien en cada família era de 3,05.
Per edats la població es repartia de la següent manera: un 26,4% tenia menys de 18 anys, un 5,4% entre 18 i 24, un 20,3% entre 25 i 44, un 33,3% de 45 a 60 i un 14,6% 65 anys o més.
L'edat mediana era de 44 anys. Per cada 100 dones de 18 o més anys hi havia 95,2 homes.
La renda mediana per habitatge era de 51.406 $ i la renda mediana per família de 53.000 $. Els homes tenien una renda mediana de 41.917 $ mentre que les dones 27.031 $. La renda per capita de la població era de 27.218 $. Entorn del 5,9% de les famílies i el 7,9% de la població estaven per davall del llindar de pobresa.

## Poblacions més properes
El següent diagrama mostra les poblacions més properes.